# Higashiōsaka
Higashiōsaka (東大阪市 Higashiōsaka-shi?, lit. „Osaka de est”) este un municipiu din Japonia, prefectura Osaka.